# Joanis Smalios
Joanis Smalios, gr. Γιάννης Σμαλιός (ur. 17 lutego 1987 w Sztokholmie) – szwedzki lekkoatleta specjalizujący się w rzucie oszczepem. Do 2012 roku reprezentował Grecję.
W 2008 roku bez powodzenia startował w igrzyskach olimpijskich w Pekinie. Mistrz Europy juniorów (2005) oraz uczestnik juniorskich mistrzostw świata (2006). Stawał na podium mistrzostw Grecji w kategorii seniorów, juniorów oraz młodzieżowców. Rekord życiowy: 80,77 (29 maja 2010, Kalamata).

## Osiągnięcia
| Rok  | Impreza                        | Miejsce   | Pozycja           | Wynik |
| ---- | ------------------------------ | --------- | ----------------- | ----- |
| 2005 | Mistrzostwa Europy juniorów    | Kowno     | 1. miejsce        | 77,25 |
| 2006 | Mistrzostwa świata juniorów    | Pekin     | 12. miejsce       | 63,45 |
| 2007 | Młodzieżowe mistrzostwa Europy | Debreczyn | el. – 15. miejsce | 68,41 |
| 2008 | Igrzyska olimpijskie           | Pekin     | el. – 27. miejsce | 71,87 |
| 2009 | Młodzieżowe mistrzostwa Europy | Kowno     | 11. miejsce       | 73,30 |
| 2009 | Igrzyska śródziemnomorskie     | Pescara   | 4. miejsce        | 75,24 |
| 2010 | Mistrzostwa Europy             | Barcelona | el. – 22. miejsce | 71,57 |